# Streynsham Master (Kolonialadministrator)

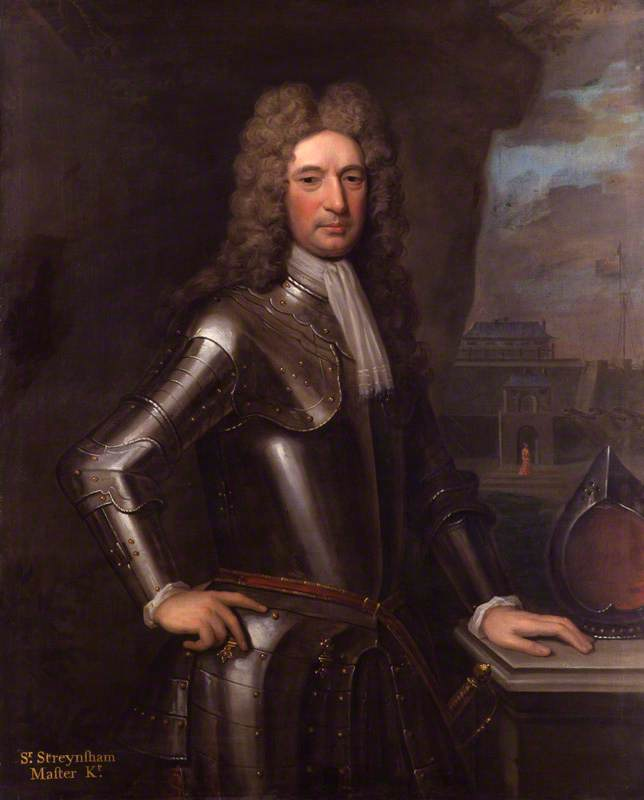
Sir Streynsham Master, 1714

Sir Streynsham Master (* 28. Oktober 1640 in East Langdon, Kent; † 28. April 1724 in New Hall, Lancashire) war ein englischer Kaufmann und Kolonialadministrator der Englischen Ostindien-Kompanie.

## Leben
Er war das dreizehnte von zwanzig Kindern und der achte Sohn des Richard Master (1604–1669), Gutsherr von East Langdon bei Deal in Kent, aus dessen Ehe mit Anne Oxenden (1606–1705). Master erhielt eine relativ gute Ausbildung. Im Alter von acht Jahren besuchte er die Schule von Mr. Latham in Sutton und wurde 1654 von einem Mr. Cullen und einem Mr. Brett unterrichtet. Er ging 1655 nach Canterbury, um bei Mr. Powndall zu studieren, und reiste im selben Jahr weiter nach London, wo er von Mr. Thomas Fox unterrichtet wurde.
Am 4. April 1656, im Alter von fünfzehn Jahren, reiste Master mit seinem Onkel und Paten George Oxenden nach Indien ab und kam im November in der Faktorei der Englischen Ostindien-Kompanie in Surat an. Im Januar 1659 kehrte Oxenden nach England zurück und überließ Streynsham der Obhut seines Bruders Christopher Oxenden. In diesem Jahr unternahm Master als Händler eine Reise zum Persischen Golf und zum Roten Meer beschäftigt und kehrte im Dezember nach Surat zurück. Dort wurde er im Januar 1660 zum Faktoristen der Ostindien-Kompanie ernannt und war anschließend sowohl in Surat als auch von Mai bis Dezember 1662 in Ahmadabad beschäftigt.
1668 wurde Master zum Lagerhausverwalter und Mitglied des Rates von Surat ernannt, und im September 1668 war er einer der Kommissare der Ostindien-Kompanie, die von den Offizieren des Königs die Leitung der Insel Bombay erhielten. In Surat, wo die Buchhaltung der Ostindien-Kompanie durcheinander war, entwickelte Master ein neues, effizientes Buchhaltungssystem, das anschließend in anderen Faktoreien übernommen wurde und noch lange Zeit einen beherrschenden Einfluss auf die öffentlichen Finanzen der Ostindien-Kompanie in Indien hatte.
Später im Jahr 1668 segelte Master nach Süden, um die Faktoreien der Ostindien-Kompanie in Karwar und Calicut umzusiedeln, wobei er während eines Moplah-Aufstands nur knapp mit dem Leben davonkam. 1664 und erneut im Oktober 1670 war er an der Verteidigung von Surat gegen die Angriffe des Maratha-Führers Shivaji beteiligt. Als Master im Juni 1672 nach England zurückkehrte, wurde ihm von der Ostindien-Kompanie eine Goldmedaille als Anerkennung für seine tapfere Verteidigung der Faktorei während des Angriffs von 1670 verliehen. Kurz nach seiner Ankunft in England kaufte er das Anwesen Wallett’s Court bei Dover und heiratete am 17. Mai 1674 Diana Bendyshe, eine Tochter des Sir Thomas Bendish, 2. Baronet (um 1607–1674). Seine Gattin starb jedoch noch im selben Jahr.
Am 10. September 1675 wurde Master als Nachfolger von Sir William Langhorne, 1. Baronet, zum Agenten und Gouverneur von Fort St. George (Madras) ernannt, dessen Amtszeit im Januar 1677 ablief. Bis zu diesem Zeitpunkt sollte Master als Stellvertreter im Rat fungieren. Master segelte am 8. Januar 1676 nach Indien und kam am 7. Juli in Fort St. George an. Er machte es sich zur Aufgabe seine eigenen Vorschläge für eine bessere Verwaltung und Regulierung der Faktoreien des Unternehmens umzusetzen. Kurz nach seiner Ankunft machte er sich erneut auf den Weg, um die Faktoreien in Masulipatnam und Bengalen zu inspizieren, und kam erst am 17. Januar 1677 wieder in Madras an. Als Langhorne am 27. Januar 1678 nach England zurückkehrte, trat Master seine Nachfolge an und nahm erhebliche Verbesserungen in der Verwaltung von Madras vor. Seine vielleicht zwei nachhaltigsten Errungenschaften in Madras waren die Gründung der anglikanischen Kirche St. Mary’s im Fort St. George (Bauzeit 1678–1680), der ersten englischen Kirche in Indien, und zweitens die Einrichtung eines Gerichts im August 1683.
1680 ist ein Vorfall belegt, dass Master die rituelle Verbrennung einer Hindu-Witwe (Sati) in seinem Machtbereich verhinderte. Grundsätzlich vertrat die Ostindien-Kompanie eine Politik der Nichteinmischung in religiöse Angelegenheiten der Einheimischen.
Wie viele andere Mitarbeiter der Ostindien-Kompanie zu dieser Zeit betrieb Master umfangreiche private Handelsgeschäfte. Er handelte insbesondere mit Diamanten und baute dadurch ein beträchtliches Vermögen auf. 1679 besuchte er erneut Masulipatnam und begab sich vom 1. August 1679 bis 25. Januar 1680 zu einer Reise nach Bengalen. Während seiner Abwesenheit übernahm Joseph Hynmers seine Vertretung. Der extravagante Charakter dieser Reisen war einer der Gründe oder vielleicht auch der Vorwand dafür, dass das Gericht ihn später verurteilte. Tatsächlich gibt es Hinweise auf eine größtenteils ungerechtfertigte interne konspirative Opposition gegen Master, die zeitweise sogar die Unterstützung des Königs Karl II. gewann. Infolgedessen wurde Master am 3. Juli 1681 offiziell von seinem Posten entlassen und das Agentenamt auf William Gyfford übertragen. Master wurde gestattet, noch ein Jahr in Madras zu bleiben, um seine Angelegenheiten zu regeln, bevor er als wohlhabender Mann nach England zurückkehrte. Es gelang ihm jedoch nie, die beträchtlichen Geldsummen zurückzuerhalten, die ihm in Madras verblieben waren. Im September 1682 reichte die Ostindien-Kompanie eine Klage vor dem Court of Chancery gegen ihn ein, und erst im Oktober 1691 wurde der Fall außergerichtlich zu Masters Gunsten beigelegt.
Am 25. September 1690 heiratete er in zweiter Ehe Elizabeth Legh († 1714), Tochter von Richard Legh, Gutsherr von Lyme in Cheshire. Sie hatten drei Kinder:
- Anne Master (1691–1788), ⚭ 1719 Gilbert Coventry, 4. Earl of Coventry;
- Legh Master (1694–1750), MP;
- Rev. Streynsham Master (1697–1759), anglikanischer Geistlicher.

Obwohl Master und seine Familie hauptsächlich in ihrem Haus am Red Lion Square in Holborn, London, wohnten, kaufte er 1692 auch das Anwesen Codnor Park in Derbyshire, und 1698 verkaufte er Wallett’s Court und erwarb Stanley Grange bei Morley in Derbyshire. Ebenfalls 1698 wurde er zu einem der Direktoren der „neuen“ oder „englischen“ Ostindien-Kompanie ernannt und am 14. Dezember desselben Jahres – zu dieser Zeit war Master zufällig Vorsitzender des Direktoriums – wurde er von König Wilhelm III. im Kensington Palace zum Knight Bachelor geschlagen. 1712 amtierte er als High Sheriff von Derbyshire.
Sir Streynsham Master starb 1724 im Alter von 83 Jahren in New Hall in Lancashire und wurde in einer Seitenkapelle der Kirche von Macclesfield in Cheshire beigesetzt.